# Pleurobranchidae
Pleurobranchidae Gray, 1827 è una famiglia di molluschi gasteropodi della superfamiglia Pleurobranchoidea.

## Tassonomia
La famiglia comprende i seguenti generi:
- Bathyberthella Willan, 1983
- Berthella Blainville, 1824
- Berthellina Gardiner, 1936
- Boreoberthella Martynov & Schrödl, 2009
- Pleurehdera Ev. Marcus & Er. Marcus, 1970
- Pleurobranchus Cuvier, 1804
- Tomthompsonia Wägele & Hain, 1991

I generi Euselenops, Pleurobranchaea e Pleurobranchella, in passato inclusi in questa famiglia, sono stati segregati in una famiglia a sé stante (Pleurobranchaeidae).